# Cogovita

Reino de Armenia en 150. Airarat se encuentra más al centro.

Cogovita (en armenio: Կոգովիտ, Kogovit (literalmente, "Valle del Kogo"); armenio: Կոգոեւիտ/Կոջաեւիտ, Kogoyovit/Kogayovit) o Gogovita (armenio: Գոգովիտ, Gogovit; en georgiano: გოგოვიტი, Gokoviti) fue un cantón en la provincia histórica de Airarat, en Armenia. 

## Historia
Cogovita tenía 2.460 kilómetros cuadrados. Como parte de esa provincia, era una de las tierras bajo el control directo de la casa reinante de los arsácidas. En él estaban Bagauna, Arcapa, Arsacavano y la fortaleza de Terua. En 371, Meruzanes I Arcruni, que era pro-sasánida, fue perseguido por las tropas leales de Sembat II Bagratuni por sus zonas con humedales.
Con la división de Armenia en 387, Cogovita se encontraba en la parte de la Armenia bajo el control del Imperio sasánida. Cyril Toumanoff sugirió que ya desde el siglo IV, la familia Bagratuni pudo controlar Cogovita. En 591, cuando el sah Cosroes II (r. 590–628) y el emperador Mauricio I (r. 582–602) dividieron el país, fue transferido a la parte de Armenia bajo el control del Imperio bizantino. En el siglo VII, aparece como prerrogativa de la dinastía Bagratuni. Entre 772 y 890, la familia Arcruni extendió sus dominios y tomó Cogovita.